# Maksim Buculjević
Maksim Buculjević (ur. 20 września 1991 w Nowym Sadzie) – serbski siatkarz, grający na pozycji rozgrywającego. 

## Sukcesy klubowe
Liga serbska:
- 2012, 2013, 2014, 2015, 2016
- 2010, 2023[3]
- 2011

Puchar Serbii:
- 2011, 2013, 2014, 2016

Superpuchar Serbii:
- 2011, 2012, 2013, 2014

MEVZA - Liga Środkowoeuropejska:
- 2017

Liga słoweńska:
- 2017

Liga fińska:
- 2018

## Sukcesy reprezentacyjne
Mistrzostwa Świata Kadetów:
- 2009

Mistrzostwa Europy Juniorów:
- 2010

Mistrzostwa Świata Juniorów:
- 2011

Memoriał Huberta Jerzego Wagnera:
- 2016

Mistrzostwa Europy:
- 2017

## Nagrody indywidualne
- 2016: MVP w finale Mistrzostw Serbii
- 2016: MVP w finale Pucharu Serbii